# Andújar (Gerichtsbezirk)
Der Gerichtsbezirk Andújar ist einer der zehn Gerichtsbezirke in der Provinz Jaén.
Der Bezirk umfasst 8 Gemeinden auf einer Fläche von 1.679,64 km² mit dem Hauptquartier in Andújar.

## Gemeinden
| Gemeinde               | Einwohner (2024) | Fläche km² | Dichte Einw./km² | Cod INE | Postleitzahl |
| ---------------------- | ---------------- | ---------- | ---------------- | ------- | ------------ |
| Andújar                | 35.619           | 964,90     | 37               | 23005   | 23740        |
| Arjona                 | 5.376            | 158,45     | 34               | 23006   | 23760        |
| Arjonilla              | 3.531            | 42,56      | 83               | 23007   | 23750        |
| Escañuela              | 902              | 13,75      | 66               | 23031   | 23657        |
| Lahiguera              | 1.588            | 44,75      | 35               | 23040   | 23746        |
| Lopera                 | 3.539            | 67,90      | 52               | 23056   | 23780        |
| Marmolejo              | 6.507            | 178,07     | 37               | 23059   | 23770        |
| Villanueva de la Reina | 2.948            | 209,26     | 14               | 23096   | 23730, 23749 |
| Gerichtsbezirk Andújar | 60.010           | 1.679,64   | 36               | –       | –            |